# Peskovci
Peskovci (madžarsko Petőfa, prekmursko Peskouvci, nemško Henzensdorf) so naselje v Občini Gornji Petrovci.